# Matthew Bomer
Matthew Staton Bomer (Webster Groves, 11 de outubro de 1977) é um ator, produtor, diretor e músico norte-americano, conhecido primeiramente por sua atuação como Neal Caffey na série de ação e drama White Collar (2009–14), do canal USA Network.
Começou sua carreira profissional na televisão, na novela All My Children (2000). Depois de participar de um episódio não-creditado da série Relic Hunter (2002), participou de outra novela, Guiding Light (2002–03). Obteve seu primeiro papel de destaque na primeira temporada de Tru Calling. Seu primeiro papel de protagonista foi na série Traveler (2007), a produção só  teve uma temporada de oito episódios, e logo depois teve um papel recorrente na primeira temporada da série Chuck, aparecendo também da segunda temporada até 2009. A partir de outubro de 2009, começou a protagonizar a série White Collar, que foi encerrada em 2014 após seis temporadas de sucesso. Logo depois, foi contratado para fazer uma participação na quarta-temporada de American Horror Story (2014), além de ter feito parte do elenco principal da quinta temporada em (2015–16).
Além de seus trabalhos na televisão, teve papéis de ator coadjuvante em Flightplan (2005), The Texas Chainsaw Massacre: The Beginning (2006), In Time (2011), e The Normal Heart (2014), pelo qual foi vencedor do Globo de Ouro por sua atuação no filme para televisão, além da indicação ao Primetime Emmy Awards, pelo drama-sobrenatural, Winter's Tale (2014) e o co-estrelou o filme neo-noir comédia The Nice Guys (2016). Protagonizou os filmes Magic Mike (2012), Magic Mike XXL (2015), Walking Out (2017) e Anything (2017).
No teatro, Bomer estrelou a peça de Dustin Lance Black 8 na Broadway e no Wilshire Ebell Theatre como Jeff Zarrillo, um autor no caso federal que derrubou a Proposição 8 da Califórnia. Bomer é casado com o publicista Simon Halls, com quem ele tem três filhos.

## Início de vida

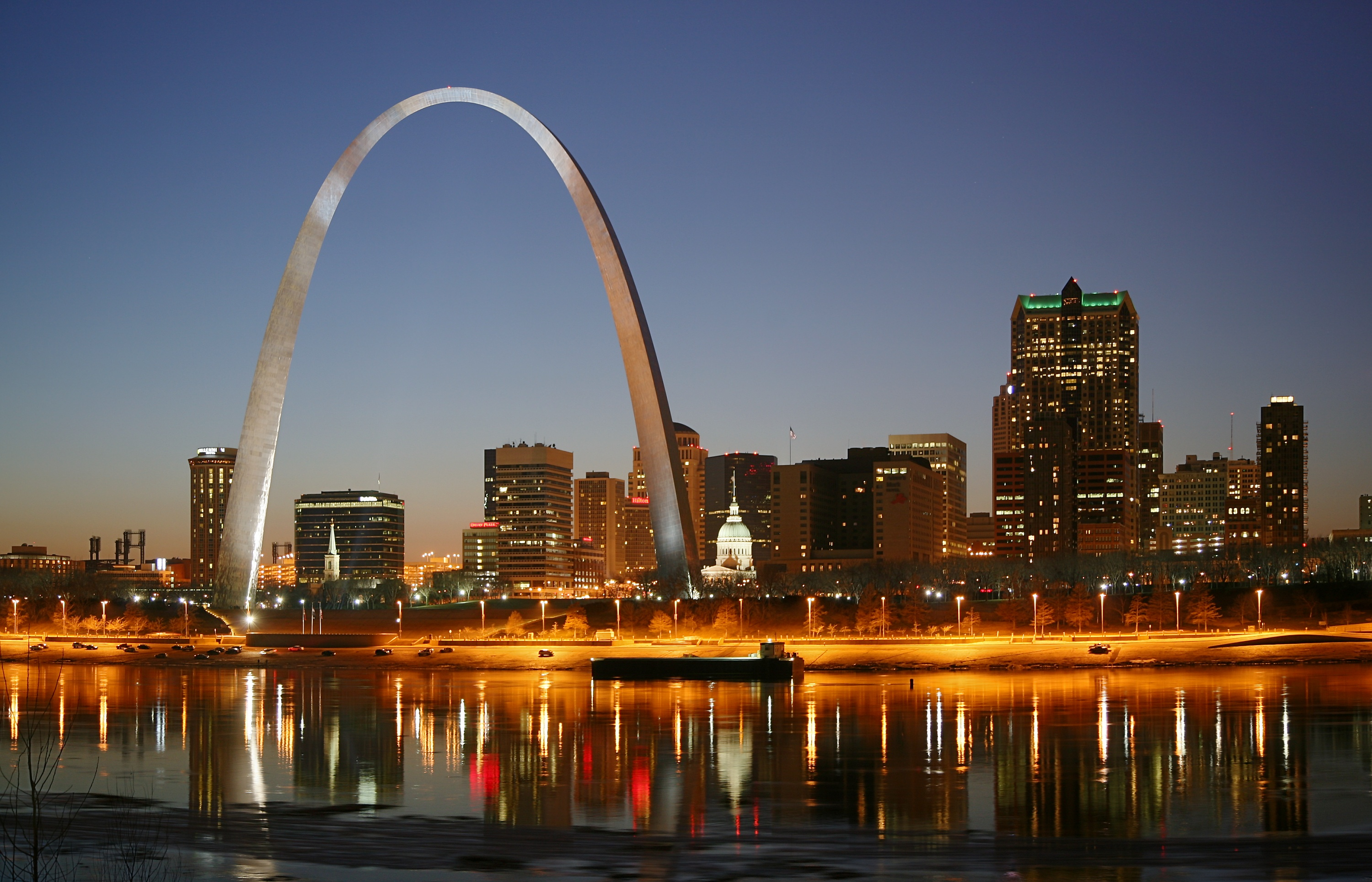
Vista de Missouri, estado da cidade onde Bomer nasceu.

Matthew Staton Bomer nasceu em Webster Groves, Missouri, um dos três filhos de Elizabeth Macy (nascida Stanton) e John O'Neill Bomer IV, um ex-jogador de linha ofensiva para o Dallas Cowboys. Ele tem uma irmã, Megan Bomer, e um irmão, Neill Bomer. Bomer é descendente de ingleses, galeses, escoceses, irlandeses, suíço-alemães e alemães. Ele compartilha uma descendência comum com Edward Bomer, que nasceu em 1690, e é primo distante do cantor norte-americano Justin Timberlake. O ator cresceu em Spring, Texas, um subúrbio de Houston, onde frequentou a Klein High School e tornou-se um bom amigo de seus colegas de classe Lee Pace e Lynn Collins.

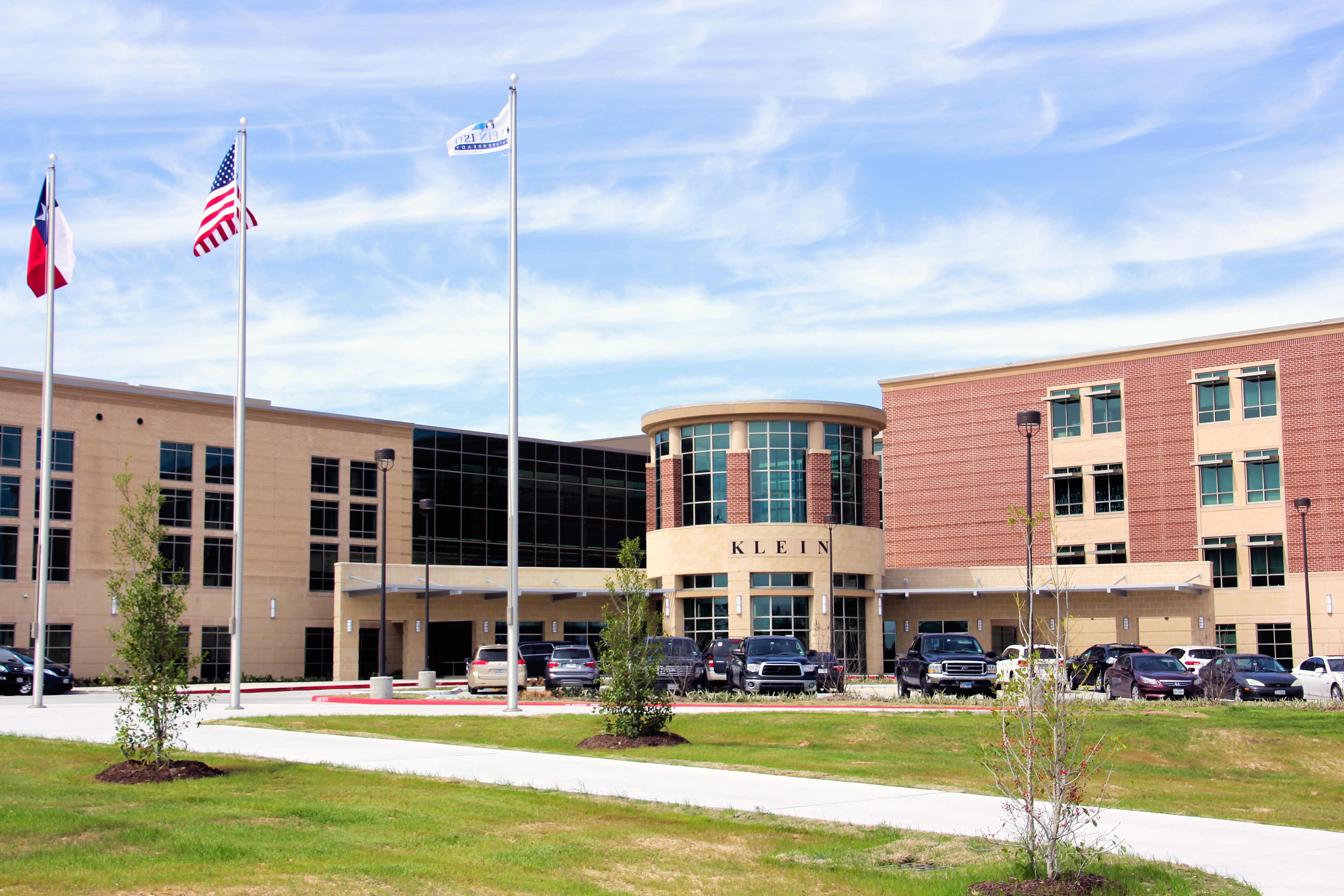
Klein High School, onde Bomer freqüentou.

Lee e Matt também atuaram no Alley Theatre em Houston, uma companhia de teatro sem fins lucrativos. Frequentou a Universidade Carnegie Mellon, em Pittsburgh, Pensilvânia, e graduou-se com um Bacharelado em Belas Artes em 2001, juntamente com seu amigo e também ator  Joe Manganiello.

## Carreira

### 1995–2002: Primeiros papéis
"Eu comecei a atuar profissionalmente quando tinha 17 anos. Saí do time e fiz uma produção A Streetcar Named Desire no Alley Theatre em Houston. Eu costumava dirigir no final do dia da escola, fazer o show, fazer minha lição de casa durante o intervalo e dirigir uma hora de volta à Spring para ir à escola no dia seguinte".

— Bomer falando sobre seu primeiro papel em uma produção.
Bomer começou a atuar em peças de teatro ainda jovem, aos 17 anos, ele era um jogador de futebol da escola secundária na pequena cidade de Spring, Texas, fez sua estreia no palco em uma reapresentação de teatro, A Streetcar Named Desire (1995), de Tennessee Williams, foi reapresentado no Alley Theatre em Houston. Alguns anos depois ele retornou aos palcos em 1998, em uma reapresentação da peça Joseph and the Amazing Technicolor Dreamcoat, de Andrew Lloyd Webber e Tim Rice, na peça ele viveu Issachar – que foi representado no Utah Shakespeare Festival em Cedar City.
Começou sua carreira profissional na televisão em 2000, quando desempenhou seu primeiro papel na novela All My Children. Depois de participar de um episódio sem-crédito da série Relic Hunter (2002), participou de outra novela Guiding Light (2002–03), sua participação de seis episódios lhe rendeu uma indicação ao prêmio Gold Derby TV e Film Awards, vencendo o primeiro prêmio de sua carreira. Seu personagem Ben Reade #3, no decorrer da história vira um garoto de programa e se suicida em frente à sua namorada, além de ter sido molestado por sua professora quando tinha sete anos de idade.

### 2000–2009: Papéis pequenos e primeiro protagonista
Seu primeiro papel de destaque em uma série de televisão foi na série de drama supernatural Tru Calling (2003–04), Bomer estrelou como Luc Johnston, interesse amoroso da protagonista da série. A série conta a história de Tru Davies (Eliza Dushku) que enfrenta o passado com o poder de conseguir mudar o futuro quando começa a trabalhar no necrotério de sua cidade. Em sua primeira noite no trabalho, enquanto estava sozinha, se assusta com o corpo recém chegado de uma mulher que abre os olhos e pede ajuda. Tru acorda após o que seria uma noite de sono e descobre estar vivendo o mesmo dia que o "anterior". Ela se dá conta de que pode mudar o destino daquela mulher e de muitas outras pessoas.
Voltou a atuar em peças de teatro em 1 de agosto de 2003 até o dia 3 de agosto de 2003, a produção chamada Roulette de Paul Weitz; foi apresentado no Powerhouse Theater, em Nova Iorque. Roulette diz respeito a um pai suburbano que pensa que uma boa maneira de agitar sua vida é com uma boa rodada de roleta russa.

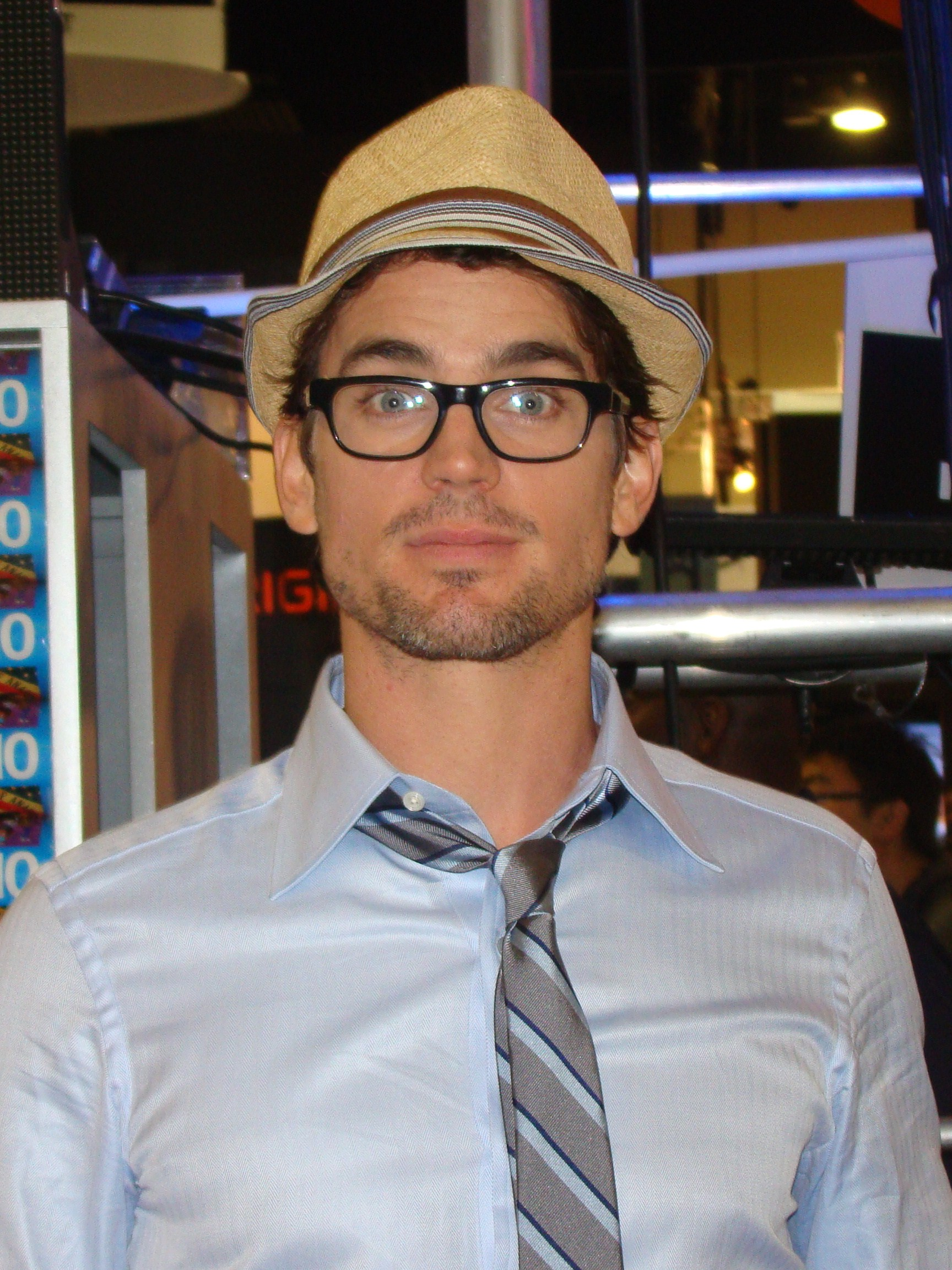
Bomer em 19 de agosto de 2010.

Ao lado da consagrada atriz Jodie Foster, Bomer desempenhou o primeiro papel de sua carreira profissional no cinema em 2005, no filme de suspense do diretor Robert Schwentke Plano de Voo, seu personagem Eric, era um comissário de bordo. O filme arrecadou 223,3 milhões de dólares em todo o mundo, tornando-se o décimo sétimo filme de maior bilheteria do ano e o filme mais lucrativo de Bomer. O filme recebeu críticas mistas, embora o elenco tenha sido elegiado.
Em seguida, assumiu o papel coadjuvante em The Texas Chainsaw Massacre: The Beginning (2006), uma refilmagem de 2003. O filme, elenco, direção e roteiro receberam críticas negativas pela crítica especializada. A refilmagem ficou em segundo lugar nas bilheterias dos cinemas norte-americanos no seu primeiro fim de semana de estreia com 18,5 milhões dólares. O filme faturou 51,8 milhões de dólares em todo mundo. Neste filme de terror dirigido pelo diretor Jonathan Liebesman, mostra um grupo de jovens que cruza os domínios do assassino serial Leatherface e sua família de psicopatas. O filme revelará a origem do conhecido vilão, assim como o motivo do uso de uma moto-serra e da máscara feita de pele humana — que foi retirada do rosto do ator.
Atuou no seu primeiro filme para televisão Amy Coyne (2006), um filme pouco conhecido em sua carreira, onde ele interpreta Case, pouco se sabe sobre o seu personagem. O filme conta a história de uma jovem mulher que após a morte do pai herda sua agência de esportes.
Depois de papéis pequenos ou apenas papéis de coadjuvante, protagonizou os oito episódios da série Traveler (2007), uma série dramática, a série conta a história de dois estudantes graduados, se tornam suspeitos de terrorismo após uma corrida de patins dentro de um museu, incentivada pelo amigo Will Traveler. Quando esses dois amigos saem do museu e entram em contato com Will, este explode o museu. Após esse fato, Will desaparece e não há registros nenhum sobre a sua existência. Traveler teve apenas uma temporada e recebeu críticas mistas por parte da crítica especializada.
Logo depois atuou na série de comédia de ação Chuck (2007–09) onde seu personagem Bryce Larkin, era um agente da CIA. A série teve críticas positivas pela crítica. Voltou a atuar no teatro ainda em 2007, de 11 de julho de 2007 até 22 de julho de 2007, ele atuou na peça de teatro, Villa America de Crispin Whittell; no Williamstown Theatre Festival, em Williamstown.

### 2009–14: Reconhecimento

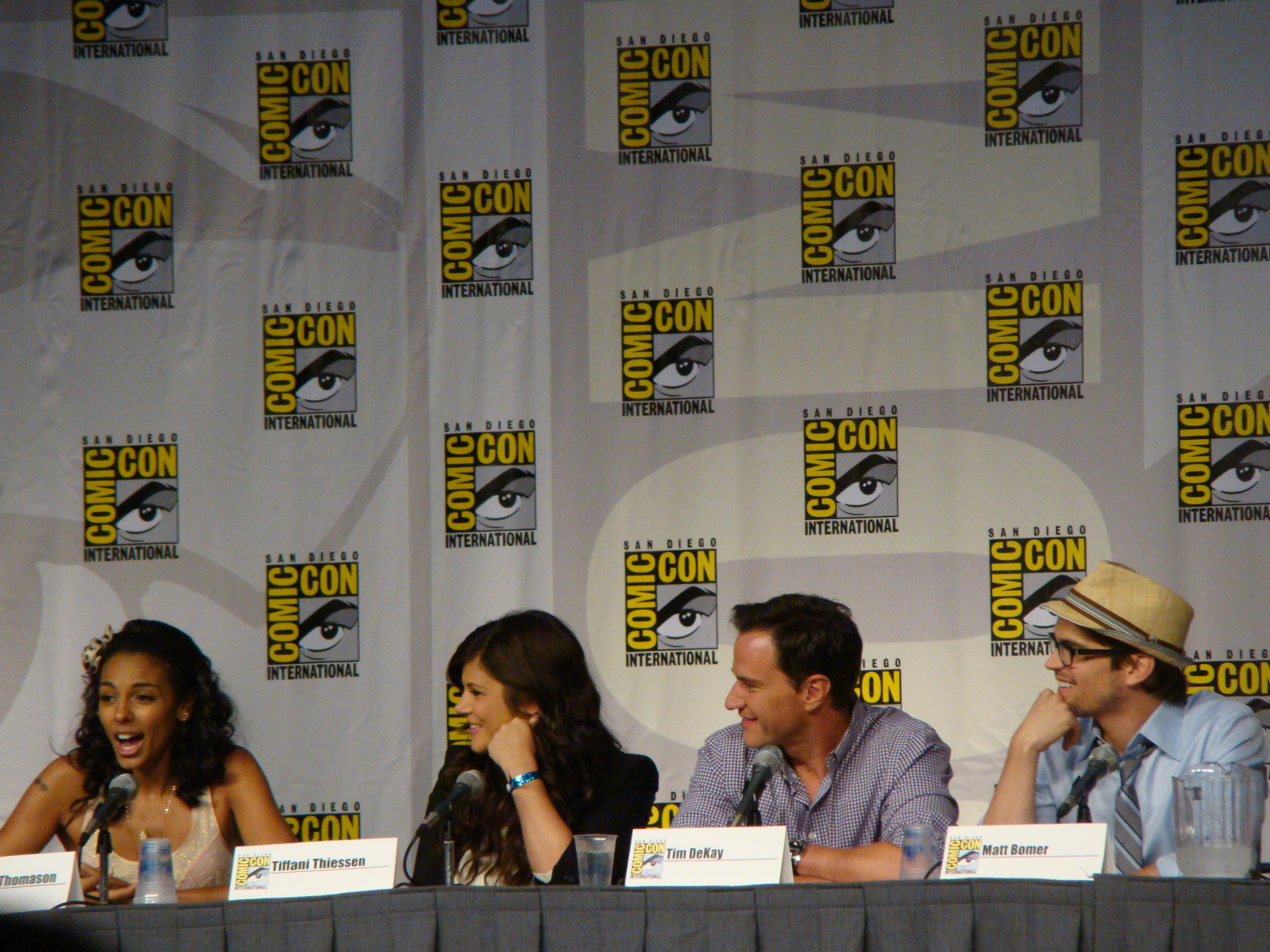
Marsha Thomason, Tiffani Thiessen, Tim DeKay e Matt Bomer na (San Diego Comic-Con) de 2012.

As perspectivas de sua carreira começaram a mudar em 2009, quando Bomer foi contratado para protagonizar a série da USA Network, White Collar (2009–14), criado por Jeff Eastin. O show narra a parceria entre um ex-criminoso, Neal Caffrey (Bomer) e um agente do FBI, Peter Burke (interpretado por Tim DeKay). A série foi um sucesso de audiência, o episódio piloto foi ao ar em 23 de agosto de 2009 e foi assistido por mais de 5.40 milhões de pessoas. O elenco e a série receberam críticas positivas pela crítica especializada. David Hinckley do New York Daily News disse que White Collar "É bem-humorado, é divertido de assistir." O último episódio foi ao ar no dia 18 de dezembro de 2014. Bomer e DeKay também produziram alguns episódios da série. Por conta da sua atuação, Bomer ganhou um People's Choice Awards.
No dia 19 de setembro de 2011, Bomer fez sua estreia na Broadway na peça de teatro oito de Dustin Lance Black, uma encenação do julgamento federal que derrubou a Proposição 8 da Califórnia (2008) – A Proposição 8 é uma iniciativa que decorreu na Califórnia no dia 4 de novembro de 2008 que baniu o casamento de pessoas do mesmo sexo, a produção foi dirigida pelo ator Joe Mantello e apresentado no Eugene O'Neill Theatre, em Nova Iorque. Em 3 de março de 2012, ele foi apresentado na produção de Wilshire Ebell Theatre, retratando Jeff Zarrillo, um dos demandantes no julgamento.
Depois de alguns anos longe do cinema, Bomer voltou atuar no thriller de ficção científica O Preço do Amanhã (2011), ao lado da atriz Amanda Seyfried e do cantor Justin Timberlake, no filme Bomer interpreta um homem de 105 anos. A produção foi recebida com críticas geralmente mistas e arrecadou pouco mais de 173,9 milhões de dólares.
Seu primeiro protagonista no cinema foi no filme Magic Mike (2012), onde ele viveu o stripper Ken, junto com os atores Channing Tatum, Alex Pettyfer, Matthew McConaughey, Kevin Nash, Adam Rodriguez e do seu amigo de longa data Joe Manganiello. O filme conta a história real de Channing Tatum antes da fama. A produção foi sucesso de crítica e bilheteria tendo faturado mais de 167,2 milhões de dólares mundialmente. Bomer, Tatum, Manganiello, Nash e Rodriguez foram indicados ao MTV Movie & TV Awards por Best Moment Musical em 2013.
Bomer também é um ator recorrente nas produções do diretor Ryan Murphy, ele participou de um episódio da série de comédia dramática Glee (2012), onde Bomer vive o personagem Cooper Anderson, irmão do personagem de Darren Criss que faz par romântico com Chris Colfer na série. Por sua atuação na série ele foi indicado ao Online Film & Televison Association de "Best Guest Actor in a Comedy Series" em 2012 e ganhou seu segundo Gold Derby TV e Film Awards de "Comedy Guest Actor" também em 2012. Por mais que o episódio tenha recebido críticas mistas, a performance de Bomer foi aclamada, o crítico Todd VanDerWerff descreveu sua atuação como "absolutamente fantástica". Crystal Bell do Huffington Post chamou sua aparição de "elenco perfeito" e Bomer como uma de suas estrelas convidadas favoritas.
Ele também participou de outra produção do diretor Ryan Murphy, na comédia The New Normal, onde viveu o personagem Monty, ex-namorado do protagonista da série Bryan Collins (interpretado por Andrew Rannells). Por conta da sua atuação Bomer foi novamente indicado ao Online Film & Televison Association de "Best Guest Actor in a Comedy Series" em 2013. Bomer emprestou sua voz para o filme de animação Superman: Unbound (2013), no qual ele dublou Superman, por sua dublagem ele recebeu uma indicação ao Behind the Voice Actors Awards.

Em 2014, fez uma participação em um episódio da quarta temporada da série antológica de horror American Horror Story (2011). No mesmo ano atuou no telefilme aclamado pela critica The Normal Heart, um filme de drama dirigido por Ryan Murphy e escrito por Larry Kramer, baseado em sua peça de 1985 do mesmo nome. Por sua atuação no telefilme ganhou alguns prêmios como Globo de Ouro de melhor ator coadjuvante em televisão, Critics Choice Television Award de Melhor Ator secundário em filme ou minissérie e foi indicado ao Primetime Emmy Awards de melhor ator coadjuvante em minissérie ou telefilme. Entre outros prêmios estão:  três CinEuphoria Awards, um Prêmio Gold Derby, dois Online Film & Televison Association, além das nomeações ao: Dorian Awards e Satellite Awards. O telefilme foi o papel mais aclamado da carreira de Bomer até agora, a adaptação da peça de Larry Kramer, que mistura ficção e trechos autobiográficos, mostra o auge da disseminação da AIDS em Nova York, entre 1981 e 1984, pelos olhos do ativista Ned Weeks – interpretado por Mark Ruffalo. A performance de Bomer foi aclamada pelos críticos; Tim Goodman do The Hollywood Reporter deu todo o destaque do filme para Bomer dizendo: "Bomer é excelente aqui e, entre um elenco com estrelas, realmente se destaca." Enquanto Brian Tallerico do RogerEbert.com, chamou a performance de Bomer de: "Inegavelmente fantástica". O diretor da produção Ryan Murphy disse em uma entrevista para Entertainment Weekly, que chegou a chorar ao ver o ator no filme, Murphy pausou as gravações do filme durante quatro meses para que Bomer conseguisse perder quarenta quilos, para viver a segunda fase de seu personagem.
| “ | “Eu explodi em lágrimas quando o vi pela primeira vez depois desse processo. Fiquei muito preocupado com sua saúde pois ele levou muito a sério. Matt estava em uma cadeira enquanto raspavam o seu cabelo e ele mal podia virar para me cumprimentar. Ele estava muito fraco e parecia carregar o peso de todos os fantasmas das pessoas que morreram.” – Ryan Murphy, diretor de The Normal Heart. | ” |

 Ainda em 2014, Bomer participou do filme Winter's Tale, um filme de drama romântico de fantasia sobrenatural  e fábula, escrito e dirigido por Akiva Goldsman, com base no romance Winter's Tale de 1983 de Mark Helprin. Ainda em 2014, Bomer protagonizou o filme de humor negro de ficção científica Space Station 76 de Jack Plotnick, ao lado de Liv Tyler e Patrick Wilson.

### 2015–2017: Novos papéis

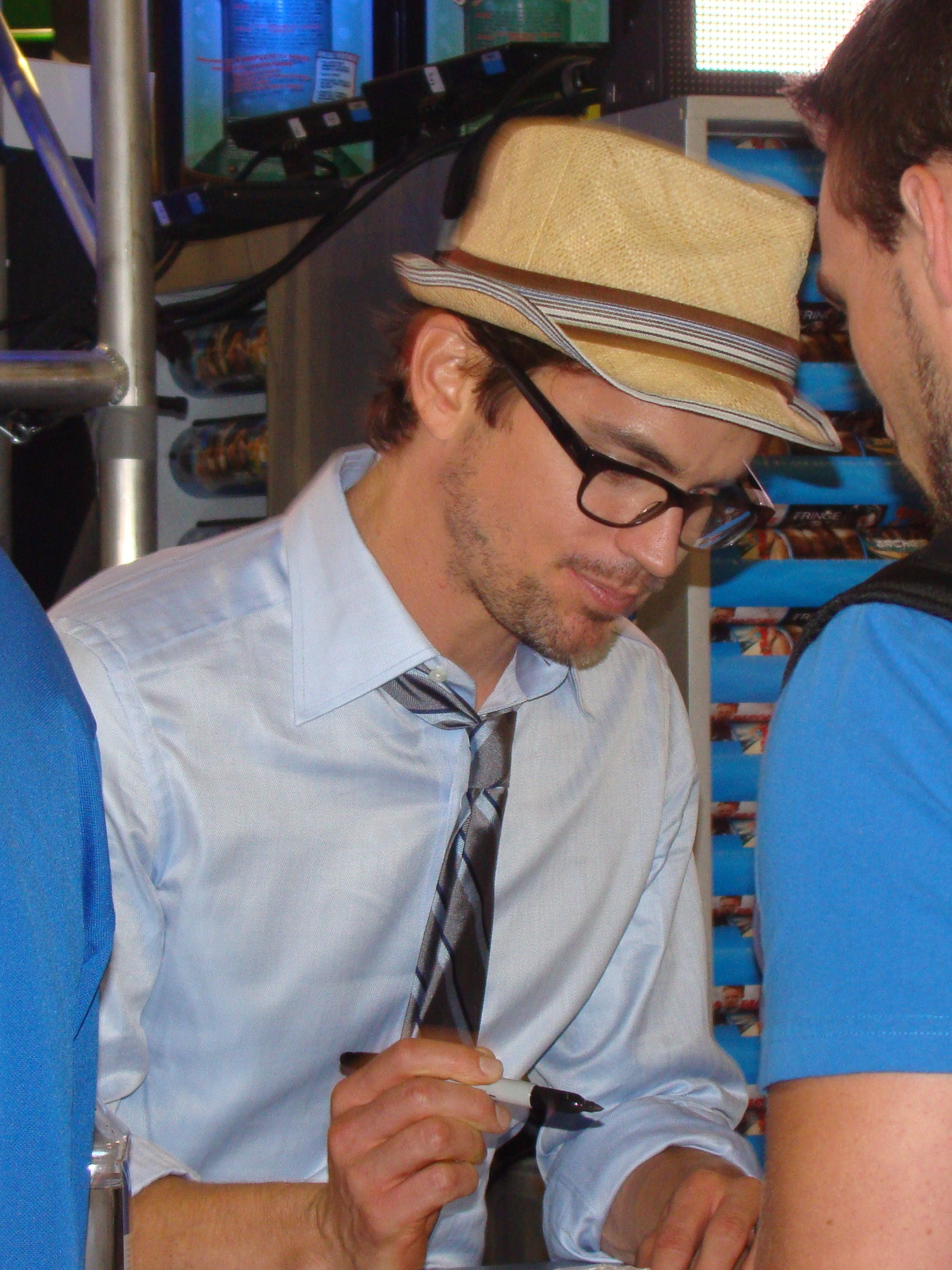
Bomer em agosto de 2010.

Bomer retomou seu papel como Ken em Magic Mike XXL (2015), que não foi tão lucrativo quanto o original, ganhando 117,7 milhões de dólares na bilheteira. Bomer também mostrou no filme suas habilidades vocais, fazendo covers das músicas: Untitled (How Does It Feel) de D'Angelo e Heaven de Bryan Adams. Foi contratado para fazer uma participação pequena no remake filme de 1960 com o mesmo nome The Magnificent Seven (2016), o filme recebeu críticas variadas, embora o elenco tenha sido elogiado. Na bilheteria faturou 160,4 milhões de dólares.
O seu seguinte filme foi na comédia The Nice Guys (2016), atuando ao lado de Ryan Gosling e Russell Crowe. Dessa vez, vai diversificar e será o vilão da história, que atravessa o caminho dos detetives, feitos por Russell Crowe e Ryan Gosling, que investigam o suposto suicídio de uma atriz pornô nos anos 70. Na televisão estrelou a quinta-temporada de American Horror Story (2015–16).
Em 2017 vão ser lançados dois filmes com Bomer como protagonista, o primeiro filme é Walking Out, no filme pai e um filho lutam para se conectar em qualquer nível, até que um encontro brutal com um animal predador no coração do deserto deixa ambos gravemente feridos. No segundo filme foi contratado para fazer uma transgênero no filme Anything, a escolha gerou controvérsias depois que o ator foi confirmado no papel.
Protagonizou também uma série-evento para a Amazon Studios, chamada The Last Tycoon (2016–17) baseado no livro não terminado de F. Scott Fitzgerald. O ator faz o papel principal de Monroe Stahr,  um chefe de estúdio que tenta fazer com que as coisas funcionem durante a grande depressão. Em uma entrevista para uma revista norte-americana Vanity Fair, ele disse que emagreceu 12 quilos para o personagem: "No livro, Monroe é descrito um indivíduo hiper-disciplinado, que praticamente não come durante a semana, e que parecia estar a ponto de ficar doente. Isso é algo que levei muito a sério."

### 2017–presente: Próximos projetos
Em agosto de 2013, foi anunciado que Bomer iria fornecer sua voz na animação BOO: Bureau de Operações do Outro Mundo, o filme ainda não tem data de estreia.
Em setembro de 2013, foi anunciado que Bomer iria jogar Montgomery Clift em uma biografia sobre a estrela de Hollywood, ainda sem data de estreia. Segundo o ator, o projeto ainda está em desenvolvimento: "Nós estamos trabalhando em um novo rascunho neste momento. Me disseram que deverá estar pronto em setembro. O que importa é conseguir que a história seja certa, sem correria. Eu creio que se a história de Monty fosse fácil de contar de uma maneira universal, teria sido produzida há muito tempo. É complicada no sentido de mostrar para uma nova geração quem ele era, e ainda fazer uma homenagem a outra que já entende quem ele foi e o que significou para a indústria.”
Em 27 de julho de 2017 Bomer confirmou no pragrama Watch What Happens Live with Andy Cohen do apresentador Andy Cohen, que irá dirigir um episódio de American Crime Story de Ryan Murphy, sobre o assassinato do estilista Gianni Versace, com estreia prevista para 17 de janeiro de 2018. Mais tarde foi confirmando que Bomer dirigiria o episódio oito, sendo assim o seu debut como diretor. A iniciativa de Murphy envolve pelo menos metade de um de seus quatro projetos dirigido por mulheres, pessoas de status LGBT e diferentes etnias.
Junto com Charlie Carver, Andrew Rannells, Zachary Quinto e Jim Parsons, Bomer irá voltar a atuar na Broadway na peça The Boys in the Band produzida por Ryan Murphy, com data prevista para estrear em abril de 2018.

### Música
Ele é um talentoso cantor, e ele demonstrou profissionalmente em diferentes ocasiões. Ele foi convidado a cantar com Kelli O'Hara no Kennedy Center Honors em 2010.

## Vida pessoal e ativismo
Antes de se casar com Halls, Bomer teve um relacionamento de três anos com o ator e diretor Mike White. Matt começou a namorar com o relações-públicas Simon Halls em 2008 e se casaram em 2011. O casamento só se tornou público para a mídia em 2014. Bomer disse que seu casamento com Halls foi um evento muito pequeno em Nova York. Em uma entrevista discutindo sobre o seu casamento, Bomer disse: "Foi muito frio e muito pequeno — apenas o nossos mais próximos e queridos. Há uma segurança, uma validade de saber que é legal. É difícil colocar em palavras. É apenas um sentimento, eu acho — algo sobre dizer votos em frente das pessoas ao seu redor que amam e apoiam você. Eu acho que foi bom para nossa família."
O casal têm três filhos concebidos com fertilização in vitro, através de barriga de aluguel: Kit Halls (n. 2005), e seus irmãos gêmeos, Walker e Henry Halls (n. 2008).
Bomer é bastante conhecido por sua luta contra a AIDS, em 2012 foi homenageado na cerimônia de gala Steve Chase Humanitarian Awards — onde assumiu ser homossexual e agradeceu ao marido e aos filhos por lhe "mostrarem o que é amor incondicional". Também em 2012, Bomer recebeu um Inspiration Award por seu trabalho no prêmio GLSEN Awards. Ele é ativista dos direitos LGBT. O ator é praticante de Meditação Transcendental desde seu 20 anos de idade. Em 2013, declarou seu apoio ao trabalho da Fundação David Lynch. Em junho de 2016, a organização de direitos humanos Human Rights Campaign, lançou um vídeo em homenagem às vítimas do tiroteio em uma discoteca LGBT no Massacre de Orlando, em 2016; no vídeo, Bomer e outros artistas contaram as histórias das pessoas que morreram no local.
Bomer e Halls, seu marido, receberam o prêmio de Embaixadores de Crianças no evento Annual Norma Jean Gala, que financia o Uplift Family Services — uma agência sem fins lucrativos que fornece ajuda mais de 1.200 crianças em risco e suas famílias em Los Angeles, também com programas de saúde mental e comportamento e de saúde mental. Bomer e Halls em um comunicado conjunto agradeceram ao prêmio: "Estamos honrados em sermos reconhecidos pela Uplift Family Services em Hollygrove desta maneira e estamos maravilhados com o trabalho que eles fazem para apoiar crianças e famílias que precisam". Segundo a agência, o casal foi selecionado para receber a honra porque "eles, através de obras e exemplo, incorporam os valores da missão da organização, partilhar a sua paixão para fortalecer e apoiar as crianças em situação de crise, e defender os mais necessitados."
O ator é Partido Democrata e apoiou as campanhas presidenciais de Barack Obama em 2008 e 2012 e de Hillary Clinton em 2016.

## Imagem pública
Bomer é considerado um dos homens mais bonitos da atualidade e também um símbolo sexual da década de 2010. Em junho de 2013, Bomer foi classificado no número um na lista da Hot 100 dos homens mais quentes da terra do site NewNowNext, que se baseia nos votos dos leitores do AfterEllen.com e TheBacklot.com. Na revista Glamour Magazine do Reino Unido dos 100 homens mais sexys de 2017, Bomer foi classificado na posição oito.

## Discografia

### Soundtracks
Bomer fez alguns covers de músicas famosas no filme Magic Mike XXL. Os covers estão presentes na Soundtrack do filme Magic Mike XXL (Original Motion Picture Soundtrack).
| Ano  | Música                      | Soundtrack                                          | Ref(s)                         |
| ---- | --------------------------- | --------------------------------------------------- | ------------------------------ |
| 2015 | Heaven                      | Magic Mike XXL (Original Motion Picture Soundtrack) | [ 98 ] [ 147 ] [ 148 ] [ 149 ] |
| 2015 | Untitled (How Does It Feel) | Magic Mike XXL (Original Motion Picture Soundtrack) | [ 98 ] [ 147 ] [ 148 ] [ 149 ] |

## Créditos e prêmios
De acordo com o agregador de resenhas  Rotten Tomatoes e o site da bilheteria The Numbers os filmes com mais bilheteira e os mais aclamados de Bomer incluem Flightplan (2005), In Time (2011), Magic Mike (2012), Superman: Unbound (2013), The Normal Heart (2014), Magic Mike XXL (2015), The Magnificent Seven (2016), The Nice Guys (2016) e Walking Out (2017).
Ao longo de sua carreira, Bomer já venceu e foi nomeado a alguns prêmios, notavelmente sua nomeação para o Globo de Ouro de Melhor ator coadjuvante em televisão (2015), onde se consagrou o vencedor daquele ano, o Emmy Awards de Melhor ator coadjuvante em minissérie ou telefilme (2014), diferente do Globo de Ouro, Bomer não ganhou o prêmio, e o Critics' Choice Television Award de Melhor ator secundário em filme ou minissérie em 2014, ganhando o prêmio naquele ano.
Bomer foi também nomeado para o CinEuphoria Awards três vezes e vencendo às três, para o Dorian Awards uma vez, o People's Choice Awards uma vez vencendo o prêmio, ao Satellite Awards uma vez, ao Gold Derby TV e Film Awards, três vezes sendo vencedor dos três, ao Online Film & Televison Association quatro vezes, vencendo duas vezes, uma indicação ao TV Guide Awards, também ganhou uma nomeação ao MTV Movie & TV Awards, ao Behind the Voice Actors Awards, e ao prêmio NewNowNext Awards.
Em 2012 foi homenageado por seu ativismo nos prêmios LGBT GLSEN Awards, ganhando o prêmio Inspiração Award, e ao Steve Chase Humanitarian Awards pela sua luta contra a AIDS. Entre outras homenagens, Bomer também ganhou o prêmio Spotlight Award da premiação Savannah Film Festival, e o Annual Norma Jean Gala junto com seu marido Simon Halls. Até agora, em sua carreira Bomer já conseguiu vinte e cinco nomeações, vencendo quinze delas.